# Roman Tubaja
Roman Tubaja (ur. 16 lutego 1944 w Warlubiu, zm. 17 kwietnia 2021 w Toruniu) – polski etnograf, historyk sztuki, muzeolog, skansenolog, w latach 1980–2007 dyrektor Muzeum Etnograficznego w Toruniu.

## Życiorys
Uczęszczał do szkoły podstawowej i liceum ogólnokształcącego w Bydgoszczy. W 1961 rozpoczął studia na Wydziale Filozoficzno-Historycznym Uniwersytetu Jagiellońskiego w Krakowie. W 1966 obronił pracę magisterską pt. Wkład muzeów Polski południowej w poznanie i popularyzację kultury pasterskiej Gorców i Podhala napisaną pod kierunkiem Mieczysława Gładysza. W styczniu 1967 podjął pracę w Muzeum Etnograficznym w Toruniu, najpierw na stanowisku asystenta, następnie kustosza. W  1970 został kierownikiem Działu Budownictwa Ludowego muzeum, w 1978 wicedyrektorem ds. naukowych muzeum, następnie do 2007 dyrektorem. W 2009 przeszedł na emeryturę.
Zwolennik tworzenia parków etnograficznych, zaangażowany w rozwój muzealnictwa. W latach 1989–1996 opracował koncepcję rozbudowy Parku Etnograficznego w Toruniu i doprowadził do jej realizacji. Z jego inicjatywy rozbudowano Park Etnograficzny w Kaszczorku. Był autorem koncepcji budowy skansenu w Myślęcinku i skansenu w Mogilnie. Współautor (z Janem Święchem) koncepcji Kujawsko-Dobrzyńskiego Parku Etnograficznego w Kłóbce. Prowadził etnograficzne badania terenowe, głównie poświęcone budownictwu, na Pomorzu Wschodnim, ziemi chełmińskiej, Pałukach, Kujawach, Kaszubach, Kociewiu, Żuławach, w Borach Tucholskich.
Członek Polskiego Towarzystwa Ludoznawczego (w latach 1992–1996 jego wiceprezes), założyciel Stowarzyszenia Muzeów na Wolnym Powietrzu w Polsce (w latach 1997–1998 członek zarządu), wiceprezes i członek zarządu Związku Muzeów Polskich, członek Rad Naukowych m.in. Muzeum Wsi Kieleckiej, Muzeum Wsi Mazowieckiej w Sierpcu, Muzeum Archeologicznym i Etnograficznym w Łodzi, Muzeum Budownictwa Ludowego w Olsztynku i Muzeum Ziemi Kujawskiej i Dobrzyńskiej we Włocławku. Członek Sekcji Skansenowskiej przy Komitecie Narodowym ICOM w Polsce oraz Komisji Doradczej Zarządu Muzeów i Ochrony Zabytków Ministerstwa Kultury i Sztuki ds. muzealnictwa skansenowskiego w Polsce. Uczestniczył w pracach zespołu realizującego program Ochrona i konserwacja zabytkowych obiektów drewnianych w Ministerstwie Kultury i Sztuki oraz, w latach 1997–1999, w pracach Zespołu ds. Budownictwa Drewnianego powołanego przez Generalnego Konserwatora Zabytków. W 1999 zainicjował nadanie Muzeum Etnograficznemu w Toruniu imienia Marii Znamierowskiej-Prüfferowej.
Napisał prawie 30 artykułów z tematyki budownictwa ludowego, muzealnictwa etnograficznego i skansenowskiego. Występował na konferencjach naukowych. Przygotował scenariusze kilkunastu wystaw czasowych, które prezentowano w kraju i za granicą. Był redaktorem naczelnym „Rocznika Muzeum Etnograficznego w Toruniu”.

## Odznaczenia
- Srebrna Odznaka „Zasłużony działacz Związków Zawodowych Pracowników Kultury i Sztuki”
- Złota Odznaka „Za Opiekę nad Zabytkami”
- Odznaka „Zasłużony Działacz Kultury”
- Medal im. Izydora Gulgowskiego
- Srebrny Krzyż Zasługi
- Krzyż Kawalerski Orderu Odrodzenia Polski[1].

## Publikacje
- Muzea etnograficzne typu skansenowskiego w Polsce. Założenia a realizacja, [w:] Skanseny po latach. Założenia a realizacja, red. Wacław Kawiorski, Nowy Sącz 1996 (z Janem Święchem)[6];
- Problematyka mniejszości narodowych i etnicznych w polskich muzeach skansenowskich, „Biuletyn Stowarzyszenia Muzeów na Wolnym Powietrzu w Polsce”, 2000, nr 2, s. 7–13 (z Janem Święchem)[6];
- Szkoły i kierunki w etnologii a muzealnictwo etnograficzne w Polsce, [w:] Przeszłość etnologii polskiej w jej teraźniejszości, red. Zbigniew Jasiewicz, Teresa Karwicka, Poznań 2001, s. 135–142 (z Janem Święchem)[7];
- Muzea etnograficzne typu skansenowskiego na Pomorzu. Koncepcje i realizacja, „Biuletyn Stowarzyszenia Muzeów na Wolnym Powietrzu w Polsce”, 2002, nr 5, s. 19–28;
- Park Etnograficzny w Kaszczorku – Oddział Muzeum Etnograficznego w Toruniu, „Biuletyn Stowarzyszenia Muzeów na Wolnym Powietrzu w Polsce”, 2003, nr 6, s. 97–106;
- Wkład Marii Znamierowskiej-Prüfferowej w rozwój muzealnictwa na wolnym powietrzu w Polsce, „Biuletyn Stowarzyszenia Muzeów na Wolnym Powietrzu w Polsce”, 2006, nr 9, s. 20–31[6];
- Zasady rekonstrukcji w muzeach na wolnym powietrzu w Polsce. Między teorią a praktyką, „Biblioteka Studiów Lednickich”, 2006, nr 11: Rekonstrukcja dawnego budownictwa w rezerwatach i skansenach, s. 13–18 (z Janem Święchem)[8];
- Niezrealizowana koncepcja ochrony in situ zespołu architektonicznego przy ul. Winnica w Toruniu, „Acta Scansenologia”, 2010, nr 10, s. 147–161[9];
- Nazewnictwo muzeów na wolnym powietrzu w Polsce: między poprawnością naukową a świadomością potoczną, „Rocznik Muzeum Wsi Mazowieckiej w Sierpcu”, 2012, nr 3, s. 11–30[10];
- Stowarzyszenie Muzeów na Wolnym Powietrzu w Polsce: uwagi na marginesie dwudziestu lat działalności, „Museion Poloniae Maioris”, 2018, nr 5, s. 14–32[11].